# 山根幹人
山根 幹人（やまね みきと、-みきひと、1893年12月28日 - 1947年8月11日）は、日本の映画監督、映画理論家である。

## 来歴・人物
1893年（明治26年）12月28日、島根県安濃郡川合村（現在の大田市川合町）に生まれる。松江市の島根師範学校（現在の島根大学教育学部）付属小学校を経て、島根県立松江中学校（現在の島根県立松江北高等学校）を中退、上京して東京工科学校（現在の日本工業大学）電工科を卒業した。小説家を志しつつ『活動之世界』誌の記者を経て、『活動旬報』誌を創刊する。
1919年（大正8年）、25歳のときに、高松豊次郎が東京府下南葛飾郡吾嬬町（現在の墨田区京島3丁目）に撮影所を開設して設立した「活動写真資料研究会」に参加、同年11月17日には設立第1作として山根が監督した『日本労働問題』が神田青年館で公開された。まもなく高松の娘・雪と結婚した。
1923年（大正12年）9月1日の関東大震災後の12月、兵庫の西宮市甲陽園に東亜キネマが設立されると同時に甲陽撮影所に入社、監督となる。東亜キネマは1924年（大正13年）6月に牧野省三のマキノ映画製作所およびその「等持院撮影所」を買収したが、翌1925年（大正14年）、31歳の山根が等持院撮影所長代理に就任する。同年6月、牧野がマキノ・プロダクションを設立、等持院を捨て、御室撮影所の建設を開始する。それに呼応して、東京では高松が「高松豊次郎プロダクション」を設立していた。山根は同年末、マキノ御室撮影所で高松操監督の『噫飯束巡査部長』を製作し、また同撮影所で衣笠貞之助監督と共同監督として『エキストラガール』を演出した。翌年には東京に戻り、タカマツ･プロダクションでオムニバス映画『マツダ映画小品集「雪」』の監督をした。
その後、1932年（昭和7年）には「太平洋シネマ」なる会社で『戦争と少女』、1936年（昭和11年）には「東洋発声」という会社で『戦線に吠ゆ』を監督している。1940年（昭和15年）には、ドキュメンタリー映画を数本監督し、1943年（昭和18年）には日本マンガフィルム研究所でアニメーション映画の演出をした。
第二次世界大戦後の1946年（昭和21年）、郷里の松江に島根新聞社社主・田部長右衛門のバックアップのもとに平塚運一が設立した「松江美術工芸研究所」に、横山光夫、小滝空明、上田康成、山本興三郎らとともに協力する。1947年（昭和22年）8月11日、心臓弁膜症で死去。53歳没。

## フィルモグラフィ
- 日本労働問題（1919年、監督・脚本）※活動写真資料研究会
- 力の勝利（1921年、監督・脚本） ※活動写真資料研究会
- 収穫（1921年、監督・脚本） ※活動写真資料研究会
- なまけ兵六（1921年、監督、原作・主演井上麗三） ※活動写真資料研究会
- 伊藤巡査（1924年、監督・脚本） ※東亜キネマ甲陽撮影所
- 明暗の巷（1924年、監督） ※東亜キネマ甲陽撮影所
- エキストラガール（1925年、監督・原作・脚本、共同監督衣笠貞之助） ※マキノ・プロダクション御室撮影所
- 噫飯束巡査部長（1925年、製作、監督高松操、脚本青木優） ※マキノ・プロダクション御室撮影所
- マツダ映画小品集「雪」（1926年、監督・脚本） ※タカマツ・プロダクション吾嬬撮影所
- 戦争と少女（1932年、監督・原作・脚本） ※太平洋シネマ
- 戦線に吠ゆ（1936年、監督・脚本） ※東洋発声
- 故郷の空（製作年不詳、監督）　主演堀川浪之助[3]
- えびとかに（1940年、監督） ※ドキュメンタリー
- 麻の話（1940年、監督） ※ドキュメンタリー
- 新生第一歩（1940年、監督） ※ドキュメンタリー
- 鍛錬の山（1940年、監督） ※ドキュメンタリー
- 海底を探る（1940年、監督） ※ドキュメンタリー
- お猿三吉 戦う潜水艦（1943年、監督） ※日本マンガフィルム研究所

## ビブリオグラフィ
- 「映写火災防止は映写機から - 技師の免許制度は不便且不徹底」、『国際映画新聞』（1927年 - 1940年）57号掲載
- 『社会教化と活動写真』、帝国地方行政学会、1923年 / 2006年復刊、ゆまに書房 ISBN 4843309672
- 『最新映画辞典』、映畫国策社、1936年

## 関連事項
- 活動写真資料研究会 - タカマツ・アズマプロダクション （高松豊次郎）
- 東亜キネマ甲陽撮影所
- マキノ・プロダクション御室撮影所 （牧野省三）
- 太平洋シネマ
- 東洋発声
- 日本マンガフィルム研究所 （瀬尾光世）

## 註
1. 1 2 3 4 5  『日本映画監督全集』（キネマ旬報社、1976年）の「山根幹人」の項（p.429-430）を参照。同項執筆は田中純一郎。
2. ↑  「web-さんいん」（株式会社松江情報センター）サイト内の「平塚運一経歴概要」の記述を参照。
3. ↑  「マツダ映画社」公式サイト内の「主な所蔵リスト 劇映画＝邦画篇」の記述を参照。